# Der Goldkäfer

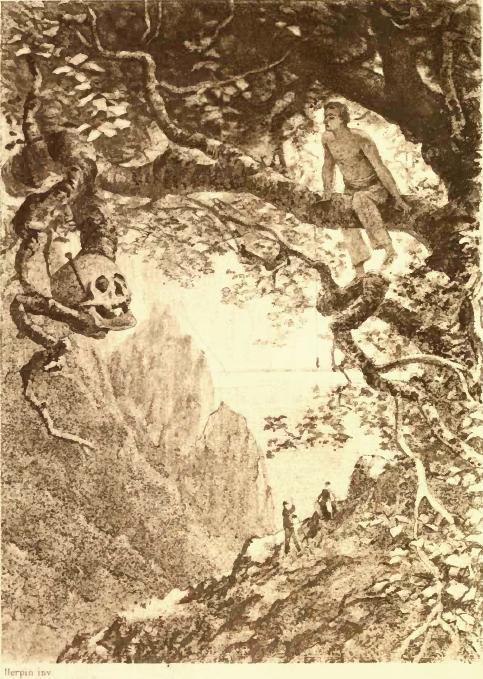
Der Goldkäfer, frühe Illustration von Herpin

Der Goldkäfer (Originaltitel The Gold-Bug) ist eine Kurzgeschichte von Edgar Allan Poe, in der im Rahmen einer Schatzsuche ausführlich die Dechiffrierung einer Geheimschrift anhand von Häufigkeitszahlen der einzelnen Buchstaben in englischen Texten erläutert wird. Die Kurzgeschichte wurde am 21. und 28. Juni 1843 erstmals im Dollar Newspaper veröffentlicht. Eine erste Übertragung ins Deutsche von Alfred Mürenberg erschien vermutlich 1881 in der Sammlung Seltsame Geschichten im Stuttgarter Spemann Verlag.

## Inhalt
Die Geschichte nimmt ihren Ausgang auf Sullivan’s Island, wo der Erzähler seinen Freund Legrand besucht, der in einer Hütte gemeinsam mit seinem freigelassenen Sklaven Jupiter wohnt. Legrand berichtet dem Erzähler, einen ungewöhnlichen Fund gemacht zu haben: einen metallisch schimmernden Skarabäus. Da Legrand den Käfer an einen begeisterten Entomologen verliehen hat, ist er gezwungen, dem Erzähler eine Skizze des Skarabäus auf einem alten Stück Pergament anzufertigen, das er am Strand entdeckt hat. Es folgt eine verwirrende Szene, die daraus resultiert, dass der Erzähler auf dem Pergament die Zeichnung eines Totenschädels statt eines Käfers erkennt. Nach einigen Wochen besucht Jupiter den Erzähler und übergibt ihm einen Brief Legrands, der um einen Besuch bittet. Außerdem berichtet der freigelassene Sklave, dass sein ehemaliger Herr anscheinend den Verstand verloren habe, was Jupiter auf die unheilige Wirkung des Goldkäfers zurückführt.
Als der Erzähler Legrand den gewünschten Besuch abstattet, überredet der scheinbar vom Goldfieber besessene Legrand ihn, zu einer Schatzsuche aufzubrechen. Es folgt eine seltsame Odyssee zu einem Baum auf dem Festland, in dessen Umfeld anscheinend, so bedeutet Legrand seinem Freund, der Schatz vergraben liegt. Nachdem Legrand Jupiter dazu bewegt hat, den Käfer (den Legrand die gesamte Zeit wie eine Wünschelrute vor sich hertrug) durch die Augenhöhle eines Schädels fallen zu lassen, der an einem Ast des Baumes befestigt ist, ermittelt Legrand auf wundersame (und zunächst fehlerhafte) Weise den Punkt der Grabung. Beim zweiten Versuch stößt die Gruppe tatsächlich auf einen Schatz.
Im zweiten Teil der Geschichte folgt die Auflösung der seltsamen Vorgänge. Auf dem Pergament befand sich offensichtlich ein seltsamer Zeichencode in Geheimtinte, die durch Hitze wieder sichtbar wurde (daher die Verwirrung um die andersartige Zeichnung). Legrand entschlüsselte diesen Zeichencode, der sich als Wegweiser zu einem verborgenen Schatz des Piraten Captain Kidd entpuppte. Das Brimborium um den Goldkäfer selbst stellt auf der äußeren Ebene der Erzählung nichts weiter als einen elaborierten Scherz Legrands dar.

## Interpretation
Poe interessierte sich besonders für die Kryptoanalyse in der Zeit, in der er für den Alexander Weekly Messenger in Philadelphia schrieb. In einem Wettbewerb forderte er seine Leser heraus, ihm monoalphabetische Geheimschriften einzusenden, die er allesamt entschlüsseln würde. Zahlreiche Zeitungsleser schickten ihm ihre Kryptogramme und Poe gelang es, sie allesamt zu entziffern. Poe veröffentlichte auch theoretische Schriften zum Thema Geheimschrift und eine Kurzgeschichte, die sich um Geheimschriften dreht. Der Goldkäfer, von dem die Geschichte erzählt, ist ein Fundstück, das die Protagonisten für die Auffindung eines Schatzes benutzten. Zugleich repräsentiert der „Goldkäfer“ eine zeitgenössische Debatte, bei der es um die Einführung von Papiergeld ging.
Interessant sind die zwei Ebenen der Entschlüsselung: Die lexikalische Ebene nach Buchstabenhäufigkeit und die semantische Ebene. Literaturwissenschaftler haben den „Goldkäfer“ in diesem Zusammenhang auch als ein linguistisches Experiment mit Doppeldeutigkeiten verstanden. Auch die potenziell rassistische Darstellung von Legrands ehemaligem Sklaven Jupiter hat zu literaturwissenschaftlichen Kontroversen geführt. Das Machtverhältnis zwischen Jupiter und Legrand ist in jedem Fall komplex. Einerseits wird Jupiter als naiv und einfältig dargestellt und befolgt Legrands Anweisungen ohne Eigeninitiative (und teils fehlerhaft), andererseits droht er seinen ehemaligen Master zu verprügeln und sorgt sich (mitunter gar väterlich) um dessen geistigen Gesundheitszustand.
Spekulativ ist die von einigen Literaturwissenschaftlern vertretene These, dass sich in der Erzählung zusätzlich zu dem Kryptogramm Legrands ein zweiter Code verberge. Dieser zweite Code befinde sich in Form einer alchemistischen Allegorie auf der metaphorischen Ebene der Geschichte und durchziehe die gesamte Erzählung. Die Schatzsuche der Charaktere verwandelt sich durch diese Linse betrachtet in ein alchemistisches Experiment, die Suche nach dem Stein der Weisen. Legrand wird zum besessenen Alchemisten, der nicht nur nach Gold, sondern auch nach Weisheit und Erkenntnis strebt.

## Entstehung
Poe kannte bereits zwei literarische Bearbeitungen des William-Kidd-Stoffes: Washington Irvings 1824 erschienene Kurzgeschichte „The Devil and Tom Walker“ und Robert Montgomery Birds 1836 erschienenen Roman Sheppard Lee. Er reichte den „Goldkäfer“ bei der Dollar Newspaper ein, da diese einen Wettbewerb und einen Preis von 100 Dollar ausgeschrieben hatte – den Poe schließlich gewann. Eine Wettbewerbsbedingung war, dass der Schauplatz Amerika sei. Poe ließ seine Kurzgeschichte auf Sullivan’s Island beginnen, die er akkurat beschreiben konnte, da er dort 1827/1828 als Soldat stationiert war.
Poe hat später unwesentliche Änderungen an wenigen Textstellen der Fassung von 1843 vorgenommen, die erstmals 1845 in einer Anthologie seiner Geschichten gedruckt wurden.

## Deutsche Übersetzungen (Auswahl)
- 1859: unbekannter Übersetzer: Des Seeräubers Schatz. In: Die Plauderstube. Eine Sonntagsausgabe zur Erheiterung für Stadt und Land. Nr. 44, V. Jahrgang.
- ca. 1890: Alfred Mürenberg: Der Goldkäfer. Spemann, Stuttgart.
- 1896: unbekannter Übersetzer: Der Goldkäfer. Hendel, Halle a.d.S.
- ca. 1900: unbekannter Übersetzer: Der Goldkäfer. Lutz, Stuttgart.
- 1901: Hedda Moeller und Hedwig Lachmann: Der Goldkäfer. J.C.C. Bruns, Minden.
- ca. 1920: unbekannter Übersetzer: Der Goldkäfer. Insel, Leipzig.
- 1921: Carl Wilhelm Neumann: Der Goldkäfer. Reclam, Leipzig.
- 1922: Gisela Etzel: Der Goldkäfer. Propyläen, München.
- 1922: Hans Kauders: Der Goldkäfer. Rösl & Cie., München.
- 1923: Wilhelm Cremer: Der Goldkäfer. Schiller-Buchhandlung, Berlin.
- ca. 1925: Bernhard Bernson: Der goldene Skarabäus. Josef Singer Verlag, Straßburg.
- um 1930: Fanny Fitting: Der goldene Käfer. Fikentscher, Leipzig.
- 1946: Liselotte Hahlweg: Der Goldkäfer. Dipax, Nürnberg.
- 1948: Ruth Haemmerling und Konrad Haemmerling: Der Goldkäfer. Schlösser, Braunschweig.
- 1953: Günther Steinig: Der Goldkäfer. Dietrich’sche Verlagsbuchhandlung, Leipzig.
- 1953: Richard Mummendey: Der Goldkäfer. Hundt, Hattingen.
- 1964: Hans Küfner: Der Goldkäfer. Arena, Würzburg.
- 1966: Hans Wollschläger: Der Goldkäfer. Walter Verlag, Freiburg i. Br.
- 1976: Felix Friedrich: Der Goldkäfer. Rütten & Loening, Berlin.
- 1989: Heide Steiner: Der Goldkäfer. Insel, Leipzig, ISBN 978-3-73510115-0.
- 1991: Ekkehard Schöller: Der Goldkäfer. Reclam, Stuttgart, ISBN 3-15-028-619-0.
- 2017: Andreas Nohl: Der Gold-Skarabäus. dtv, München, ISBN 978-3-423-28118-8.